# Coccoidea
Coccoidea este o superfamilie de insecte mici, cunoscuți uneori și ca păduchi țestoși. Sunt aproximativ 8000 specii din această superfamilie.

## Utilizări
Carminul sau E120 este (un pigment de culoare roșie aprins) obținut din acidul carminic produs prin zdrobirea femelei insectei din superfamilia Coccoidea. Este  folosit în produsele alimentare, cum ar fi iaurtul și anumite mărci de sucuri, în special cele colorate rubin-roșii. Se mai utilizează la fabricarea florilor artificiale, vopselelor, cerneală și alte produse cosmetice.

## Sistematică
Principalele familii de păduchi țestoși sunt:
- Margarodidae – cottony cushion scales, giant coccids and ground pearls
- Diaspididae – armored scales
- Dactylopiidae – cochineal
- Kerriidae – lac scales
- Coccidae – soft scales
- Asterolecaniidae – pit scales
- Pseudococcidae – mealybugs
- Eriococcidae – felted scales

Un număr mare de alte familii sunt cunoscute datorită fosilelor: Arnoldidae, Electrococcidae, Grimaldiellidae, Grohnidae, Hammanococcidae, Inkaidae, Jersicoccidae, Kukaspididae, Labiococcidae, Lebanococcidae, Lithuanicoccidae, Pennygullaniidae, Serafinidae și Weitschatidae.